# Stampe-Vertongen SV.4
El Stampe et Vertongen SV.4 (també conegut incorrectament com a Stampe SV.4 o només Stampe) és un biplà d'entrenament belga de dos seients dissenyat i construït per Stampe et Vertongen. L'aeronau també va ser construïda sota llicència a França i a l'Algèria francesa.

## Història

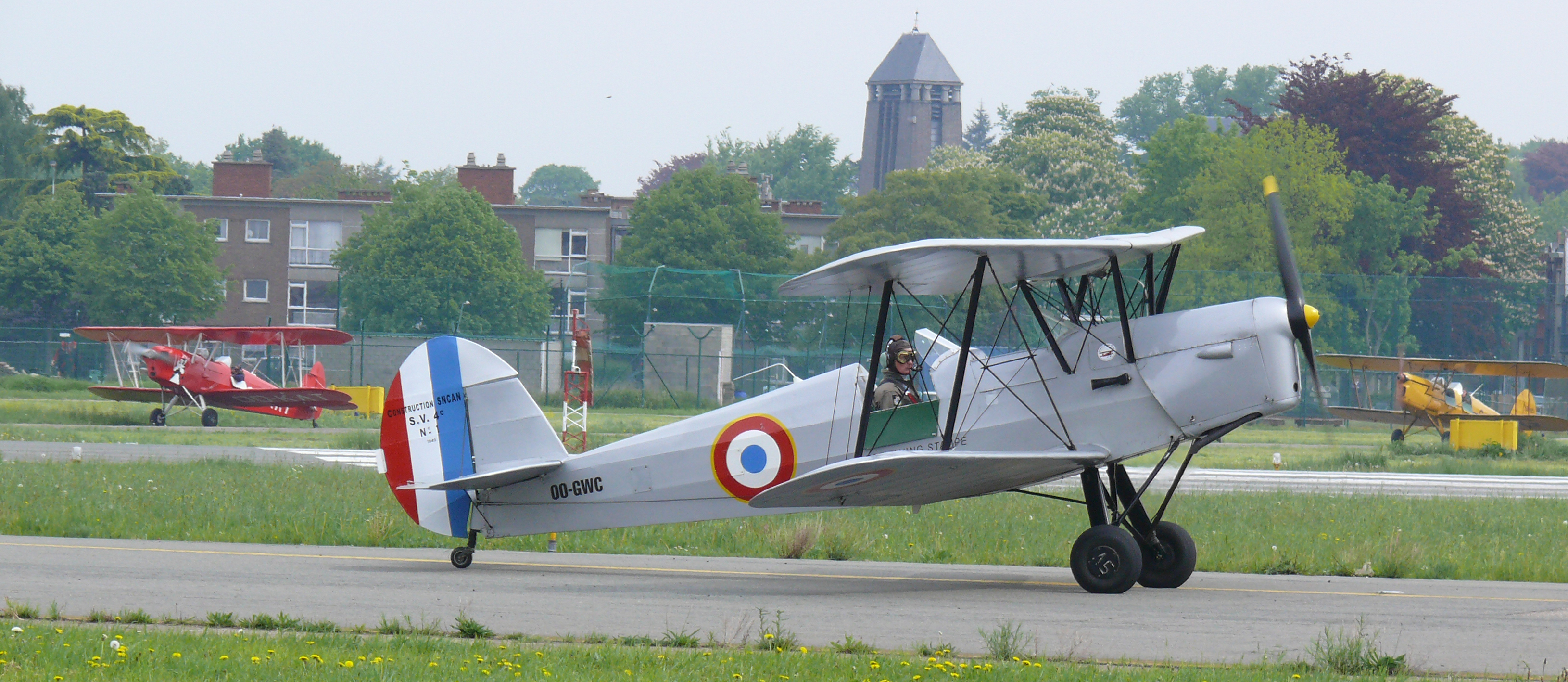
Stampe & Vertongen SV-4A OO-GWC

L'SV.4 va ser dissenyat a principis dels anys 30 com un biplà d'entrenament per Stampe et Vertongen a Antwerp i va entrar en producció l'any 1933. El primer model va ser el SV.4A, un avançat entrenador d'acrobàcies, seguit pel SV.4B amb ales redissenyades i el motor de 130 hp/97 kW de Havilland Gipsy Major, que va volar a partir de 1937.
Només 35 aeronaus van poder ser construïdes abans que l'empresa tanqués durant la Segona Guerra Mundial. Després de la guerra l'empresa successora, Stampe et Renard va construir 65 unitats més entre 1948 i 1955 per a la Força d'Aire belga.
Una versió sota llicència, el SV.4C va ser construïda a França a partir de 1946 per SNCAN (Société Nationale de Construccions Aéronautiques du Nord) amb un motor Renault 4P de 140 c.v., i a Algèria per Atelier Industriel de l'Aéronautique d'Alger, fabricant entre les dues empreses 940 aeronaus. Els SV.4C van ser molt utilitzats per unitats militars franceses com a entrenador primari. El Stampe SV.4,que es va continuar fabricant fins al 1950, va participar en un gran nombre de competicions internacionals de vol acrobàtic i molts també van servir a aero-clubs.

## Especificacions (SV.4B)
Dades de Factory drawings and 
Característiques generals
- Tripulació: 1 o 2
- Longitud: 6,80 m
- Envergadura: 8.385 m
- Alçada: 2,775 m
- Superfície de l'ala 18,06 m²
- Pes buit: 520 kg
- Pes màxim d'enlairament: 770 kg
- Motors: 1×  de Havilland Gipsy Major X o Blackburn Cirrus Major III, 145 hp

 Rendiment 
- Velocitat màxima: 188 km/h
- Velocitat de creuer: 140 km/h
- Abast: 420 km
- Sostre de servei: 6.000 m